# Kikōshi Enma
Kikōshi Enma (яп. 鬼公子炎魔, укр. Енма, шляхетний демон вогню) — манґа за авторством Нагая Ґо, що була видана у 2006 році. У тому ж році її було екранізовано режисером Мамору Канбе як чотирьохсерійне аніме. У 2007 вийшов сиквел манґи ілюстрований Карасуямою Ейдзі.

## Сюжет
Чотири демони на ім'я Енма, Юкіхіме, Шаподжі та Каппа володіють приватним агентством «Enma Detective Agency», яке шукає будь-яких втікачів з пекла та захищає людство від них.

## Персонажі
- Енма (яп. 炎魔, енма) — демон вогню, він повернувся до людського світу щоб вигнати з нього будь-яких злих демонів з пекла.

Сейю: Токумото Юкітосі
- Юкіхіме (яп. 雪鬼姫, юкіхіме) — демон льоду, колега Енми.

Сейю: Тіба Саеко
- Каппа (яп. カパエル, каппаеру) — демон, що вже багато років живе серед люд. У аніме він гине, у манзі зраджує Енму та Юкіхіме.

Сейю: Сато Тецудзі
- Шяподжі (яп. カパエル, сяподзі) — старий демон, який прийняв вигляд капелюха. Знає мало не усе про світ демонів та їх дії.

Сейю: Наґасіма Сіґеру

## Медіа

### OVA

#### Список серій
| № | Назва                                             | Дата виходу в Японії |
| --- | ------------------------------------------------- | -------------------- |
| 1 | Нобусума, демон-гнилоссач «Kusakyūma» (膿腐吸魔)  | 25 серпня 2006       |
| Декілька чоловіків загинуло після зустрічей з повією. |                                                   |                      |
| 2 | Піґума, безтрупний демон «Himukuroma» (非躯魔)    | 27 жовтня 2006       |
| Головні герої повинні знешкодити ляльку-вбивцю. |                                                   |                      |
| 3 | Карума, демон-вир нещастя «Wazawairyūma» (禍流魔) | 26 січня 2007        |
| Кілька незнайомих раніше людей містично опинилися у будинку. Через відсутність будь яких вікон та дверей, вони не можуть втікати й змушений залишатися серед злих сил. |                                                   |                      |
| 4 | Енма, демон вогню «Enma» (炎魔)                   | 23 березня 2007      |
| Під час боротьби за своє життя, усі люди згадують свої погані вчинки й розуміють причини, через які вони опинилися у цьому місці.                                      |                                                   |                      |

### Манґа

#### Список томів
| № | Дата виходу       | ISBN                   |
| - | ----------------- | ---------------------- |
| 1 | 22 листопада 2007 | ISBN 978-4-06-349320-7 |
| 2 | 23 травня 2008    | ISBN 978-4-06-349358-0 |
| 3 | 21 листопада 2008 | ISBN 978-4-06-349394-8 |
| 4 | 23 березня 2009   | ISBN 978-4-06-349429-7 |